# Acetato de manganês(III)
Acetato de manganês(III) é um composto inorgânico usado como agente oxidante em sínteses orgânicas e na ciência dos materiais . Tal como os acetatos análogos de ferro e cromo, ele é um complexo de coordenação centrado no oxigênio, contendo três átomos de manganês por unidade de acetato. 